# اسلوبودان میشکوویچ
اسلوبودان میشکوویچ (سیریلیک صربی: Слободан Мишковић؛ زادهٔ ۱۲ دسامبر ۱۹۴۴ - درگذشته ۴ ژوئیهٔ ۱۹۹۷) بازیکن هندبال اهل یوگسلاوی بود.